# Augustine
Augustine – stratowulkan znajdujący się na wyspie Augustine, położonej w Zatoce Cooka na południowym wybrzeżu Alaski, 280 kilometrów na południowy zachód od Anchorage.
Augustine znajduje się na utworzonej ze skał wulkanicznych, niezamieszkanej wyspie o długości 12 km i szerokości 10 km. Stożek wulkaniczny, znajdujący się w centralnej części wyspy, ma wysokość 1260 m n.p.m. i zbudowany jest z warstw materiału wulkanicznego pozostawionego przez historyczne i prehistoryczne erupcje. Większość widocznych skał wulkanicznych stanowią nieregularne bloki andezytów, zazwyczaj niewielkich rozmiarów.
Od lipca 2005 zaczęto obserwować ponowny wzrost aktywności wulkanu, której szczyt przypadł na okres od stycznia do lutego 2006, kiedy to odnotowano kilka erupcji oraz wysoką aktywność sejsmiczną przejawiającą się lokalnymi wstrząsami w liczbie do 70 dziennie.
Aktywność Augustine jest stale monitorowana przez Obserwatorium Wulkaniczne na Alasce (Alaska Volcano Observatory), a obraz z ok. 30 kamer umieszczonych na wulkanie jest transmitowany za pomocą sieci Internet.

## Ostatnie poważne erupcje
27 marca 1986 erupcja popiołów wulkanicznych zakłóciła ruch powietrzny na lotnisku w Anchorage.
W połowie grudnia 2005 Augustine rozpoczął emisję pióropuszy pary nasyconej dwutlenkiem siarki i popiołów wulkanicznych oraz działalność sejsmiczną, przejawiającą się setkami niewielkich trzęsień ziemi, sygnalizującą zbliżającą się erupcję.
11 stycznia 2006 miała miejsce dwukrotna erupcja Augustine o godz. 13.44 i 14.13 UTC.
W dniach 13–14 stycznia 2006 nastąpiła seria erupcji, z których najdłuższa trwała 44 minuty. W efekcie wybuchu wulkanu do stratosfery wyrzucona została chmura pyłu na wysokość powyżej 9000 metrów.
17 stycznia 2006 odnotowano trzęsienie ziemi połączone z erupcją pyłu, który uniósł się na wysokość 13,6 km.
28 stycznia 2006 nastąpiła kolejna seria czterech erupcji o sile i skutku zbliżonym do serii z 13–14 stycznia 2006.